# Effusività termica
In termodinamica, l'effusività termica di un materiale è definita come la radice quadrata del prodotto fra la conduttività termica del materiale, la sua densità ed il suo calore specifico. In una formulazione alternativa, può essere vista come il rapporto fra la conduttività termica del materiale e la radice quadrata della sua diffusività termica.
{\displaystyle e={\sqrt {(k\rho c_{p})}}={\frac {k}{\sqrt {\alpha }}}}

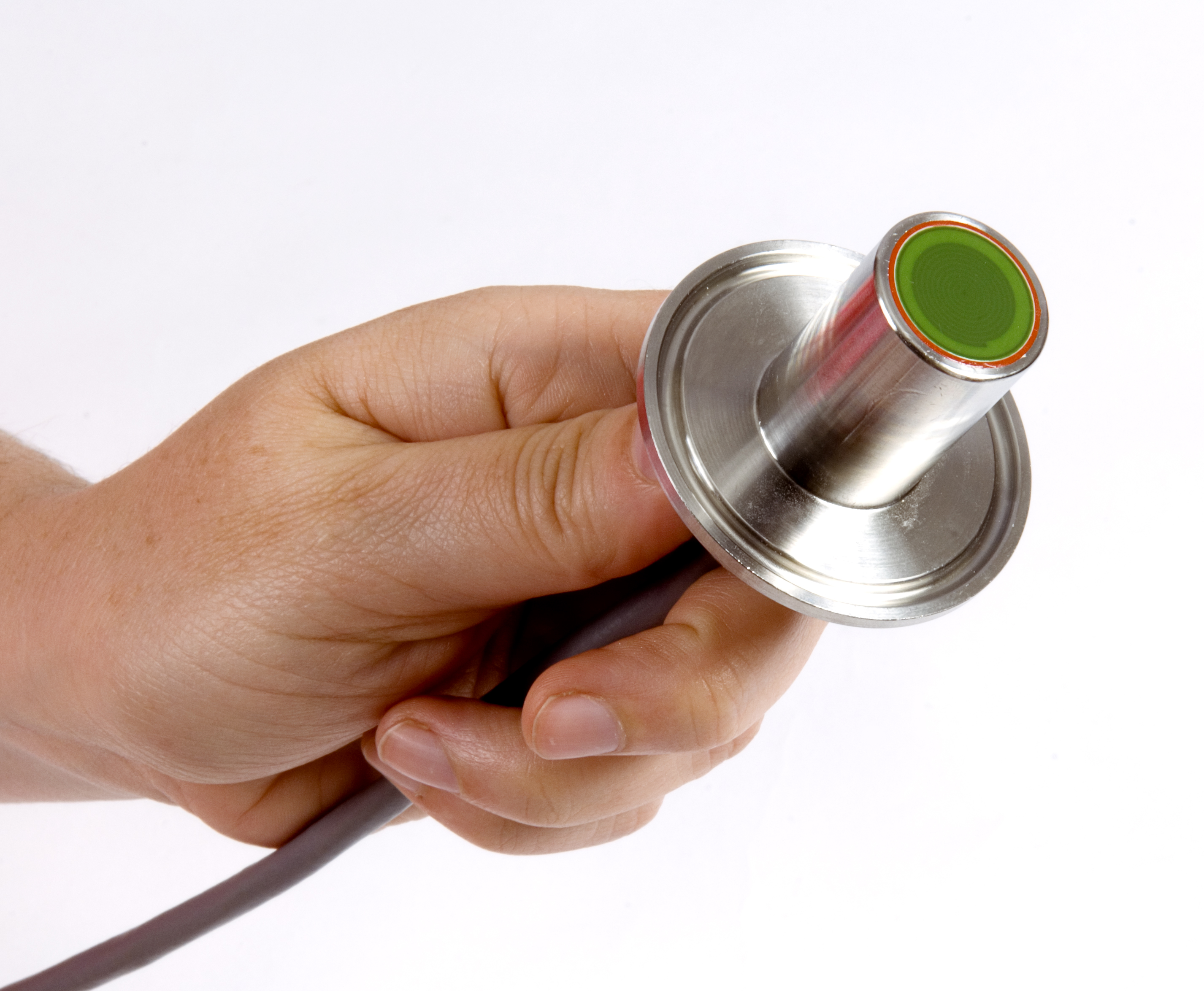
Sensore per la misura diretta dell'effusività termica dei materiali.

Nella formula, k indica la conduttività termica, {\displaystyle \rho } la densità, {\displaystyle c_{p}} il calore specifico e {\displaystyle \alpha } la diffusività termica.
L'effusività termica di un materiale rappresenta una misura della sua abilità di scambiare energia termica con l'ambiente circostante.
Una sua applicazione pratica fra le più note è quella che modella lo scambio di calore fra due mezzi semi-infiniti posti a contatto. Se due corpi di estensione semi-infinita ed inizialmente caratterizzati da due temperature diverse T1 e T2 vengono posti in contatto termico perfetto fra loro, la temperatura di equilibrio della superficie di contatto Tm sarà data dalla media delle due temperature iniziali pesata sull'effusività termica.

{\displaystyle T_{m}={\frac {T_{1}\times e_{1}+T_{2}\times e_{2}}{e_{1}+e_{2}}}}
Questa espressione è valida per ogni contatto termico perfetto fra mezzi semi-infiniti e può anche costituire una buona ipotesi di primo tentativo per il valore iniziale della temperatura di contatto iniziale fra due corpi di dimensioni finite.
La misura diretta dell'effusività termica può essere effettuata tramite speciali sensori, come mostrato dall'immagine a destra via specialty sensors.